# Ватутінське уранове родовище
Ватутінське уранове родовище — розташоване в смт Смоліне, Маловисківський район, Кіровоградська область.

## Загальна характеристика
Поклади належать до натрій-уранової формації гідротермально-метасоматичних родовищ. Родовище експлуатується з 1973 р. Його запаси становлять близько 30 тис. т у перерахунку на збагачену сировину. Вміст урану в 1,7 рази вищий, ніж у Мічурінському та Центральному родовищах, але найпродуктивніша частина родовища виснажена.

## Технологія
Гірничі роботи на даний час ведуться на глибині 640 м. Виведення з експлуатації діючих шахт передбачається у 2020—2025 рр.
Переробка уранових руд і отримання уранового концентрату (U3О8) здійснюється на Гідрометалургійному заводі м. Жовті Води (ГМЗ).

## Інші уранові родовища України
| - Ватутінське уранове родовище - Центральне уранове родовище - Мічурінське уранове родовище - Садове уранове родовище - Братське уранове родовище - Новокостянтинівське уранове родовище - Христофорівське уранове родовище - Девладівське уранове родовище - Берецьке уранове родовище | - Новогурівське уранове родовище - Хутірське уранове родовище - Сурське уранове родовище - Северинівське уранове родовище - Компаніївське уранове родовище - Докучаївське уранове родовище - Південне уранове родовище - Калинівське уранове родовище - Сафонівське уранове родовище | - Лозоватське уранове родовище - Жовторіченське уранове родовище - Первомайське уранове родовище - Миколо-Козельське уранове родовище - Червоношахтарський урановий рудопрояв - Адамівське уранове родовище - Краснооскольське уранове родовище |